# Gymnopilus ludovicianus
Gymnopilus ludovicianus là một loài nấm thuộc họ Cortinariaceae.